# TU Mensae
TU Mensae är en dubbelstjärna belägen i norra delen av stjärnbilden Taffelberget. Den har en skenbar magnitud av ca 18,6 och kräver ett kraftfullt teleskop för att kunna observeras. Baserat på parallax enligt Gaia Data Release 2 på ca 3,60 mas beräknas den befinna sig på ett avstånd av ca  910 ljusår (ca  278 parsec) från solen. 

## Observation
TU Mensae är en kataklysmisk variabel stjärna av (undertyp SU Ursae Majoris) och en snäv dubbelstjärna, som består av en vit dvärg och en stjärna med låg massa. De kretsar kring varandra med en omloppsperiod av 2 timmar och 49 minuter. Stjärnorna ligger tillräckligt nära varandra för att den vita dvärgen ska dra material från den andra stjärnan, vilket skapar en ackretionsskiva som med jämna mellanrum tänds med en resulterande ljusning av systemet. Dessa resulterar i en ökning av ljusstyrkan under ett dygn med en period av 37 dygn. Ljusare utbrott, så kallade superhumps, pågår 5-20 dygn och inleds var 194:e dygn. Egenskaperna för TU Mensae har varit svåra att beräkna, eftersom det beräknade massförhållandet mellan de två stjärnorna betyder att det inte borde finnas superhumps.

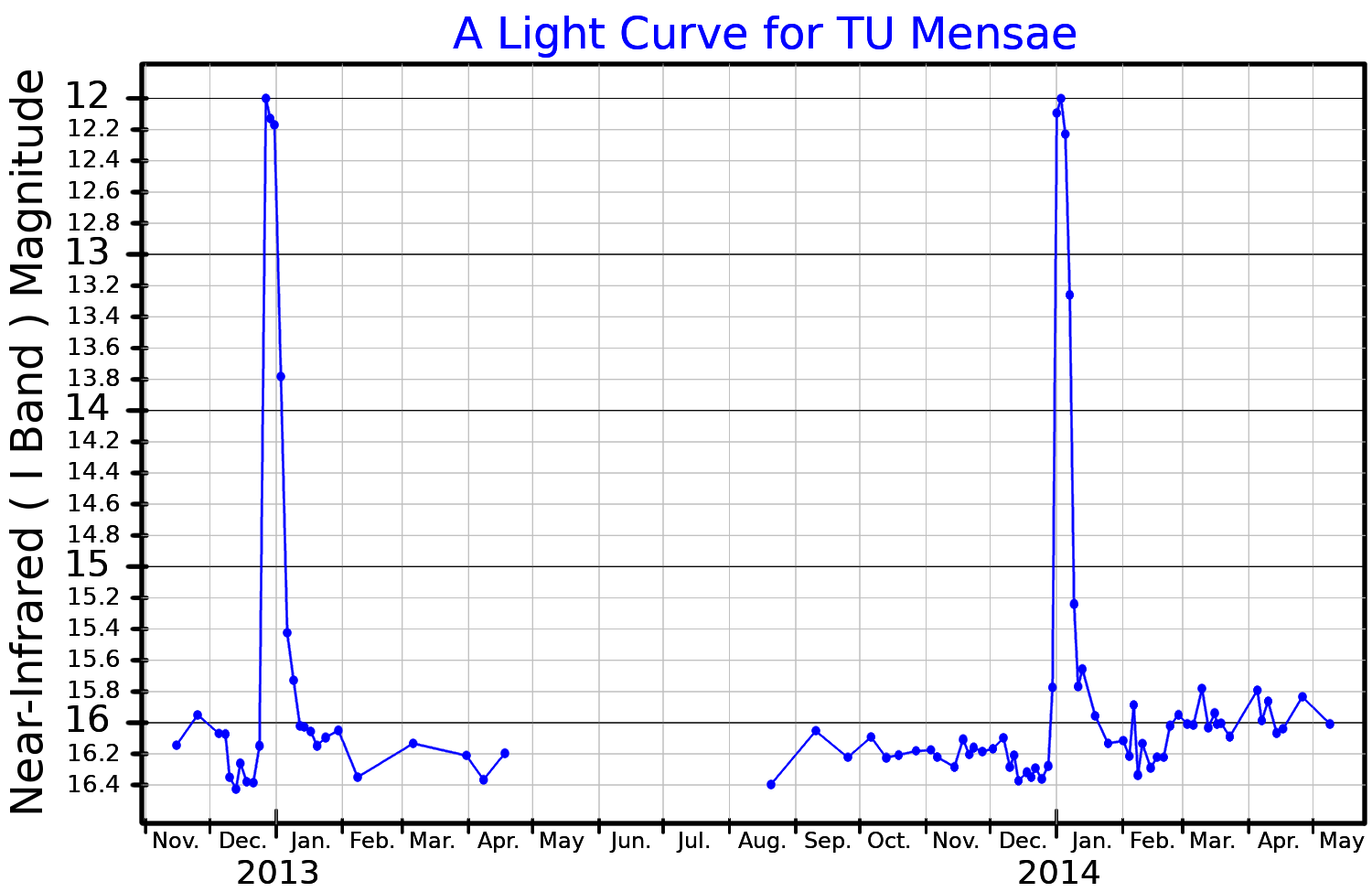
En nära-infraröd (I-band) ljuskurva för TU Mensae, plottad från OGLE-data publicerad av Mróz et al. (2015)

## Egenskaper
TU Mensae har en skenbar magnitud på 18,6 när den är i vila, och ljusnar till 11,8 i utbrott. Följeslagaren har beräknats vara en röd dvärg av spektraltyp M4V, och den vita dvärgen har en uppskattad massa av ca 80 procent av solens. Omloppsperioden är en av de längsta för kataklysmiska variabla system som uppvisar superhumps.